# Mannitol
Mannitol, mannit – organiczny związek chemiczny, polihydroksylowy alkohol cukrowy. Występuje w formie dwóch enancjomerów, oznaczanych zwyczajowo jako D i L. Stanowi bogate źródło przyswajalnego węgla i dlatego jest dodawany do podłoży hodowlanych (np. podłoże Chapmana służące izolacji i identyfikacji bakterii z rodzaju Staphylococcus).
W lecznictwie znalazł zastosowanie jako środek moczopędny. Może być używany:
- w zapobieganiu nieodwracalnemu uszkodzeniu nerek w skąpomoczu (oligurii)
- do zmniejszenia ciśnienia wewnątrzczaszkowego
- do zwiększania wydalania moczu (i zarazem trucizn) przy zatruciach
- eksperymentalnie do czasowego otwarcia bariery krew-mózg, w ramach BBBD (Blood-Brain Barrier Disruption) celem podniesienia skuteczności chemioterapii w leczeniu nowotworów mózgu

## Działanie
Sam mannitol podany dożylnie zwiększa ciśnienie osmotyczne płynu pozakomórkowego (co skutkuje przedostaniem się wody z komórek do osocza). Mechanizm ten jest odpowiedzialny za zmniejszanie ciśnienia wewnątrzczaszkowego i wewnątrzgałkowego oraz ogólnie za zmniejszanie obrzęków różnego pochodzenia. Mannitol jest zaliczany do diuretyków osmotycznie czynnych. W Polsce w medycynie stosowane są roztwory do wlewu dożylnego.

## Wskazania
- leczenie fazy oligurii w ostrej niewydolności nerek zanim stanie się nieodwracalna
- wzmożone ciśnienie śródczaszkowe
- redukcja ciśnienia wewnątrz gałki ocznej – jeżeli inne sposoby nie przynoszą rezultatów
- nasilenie wydalania trucizn przez nerki – tzw. diureza wymuszona

## Przeciwwskazania
- bezmocz
- obrzęk płuc
- czynne krwawienie wewnątrzczaszkowe
- ciężkie odwodnienie
- nasilająca się niewydolność serca

## Działania niepożądane
- gorączka
- zapalenie żyły w miejscu wstrzyknięcia
- zakrzepica żylna
- kwasica
- obrzęki
- ból głowy
- drgawki
- zaburzenia widzenia
- nudności
- wymioty
- odwodnienie

Przeczytaj ostrzeżenie dotyczące informacji medycznych i pokrewnych zamieszczonych w Wikipedii.